# Il pianeta fantasma
Il pianeta fantasma (The Phantom Planet) è un film del 1961 diretto da William Marshall. È una pellicola di fantascienza statunitense indipendente in bianco e nero prodotta da Fred Gebhardt, con Dean Fredericks, Coleen Gray e Francis X. Bushman.

## Trama
Nel 1980 la divisione per l'esplorazione dello spazio dell'aviazione militare statunitense ha creato basi sulla Luna ed è in procinto di realizzare una missione su Marte. Quando la seconda astronave impegnata in missione di routine scompare misteriosamente col suo equipaggio, iniziano a circolare voci di "mostri spaziali" e "pianeti fantasma". Al pilota della missione marziana, il capitano Frank Chapman, e al suo navigatore, il tenente Ray Makonnen, è assegnato l'ordine di investigare.
Durante la loro ricerca, la navetta dei due astronauti viene danneggiata da uno sciame meteorico, che causa una perdita di carburante, ed entrambi gli uomini devono uscire all'esterno per le riparazioni. Un frammento vagante fora tuttavia come un proiettile la tuta di Chapman, che cade in stato d'incoscienza. Makonnen ripara la falla, ma non appena apre il portello pressurizzato viene a sua volta colpito. L'ultimo atto di Makonnen prima di finire alla deriva nello spazio è spingere Chapman all'interno e richiudere il portello pressurizzato. Chapman, riavutosi, scopre di essere rimasto solo e di non essere in grado di comunicare con la base lunare. Registra allora un diario degli eventi accaduti, affermando di essere ora costretto a effettuare un atterraggio di fortuna su un asteroide che sta attirando in qualche modo l'astronave Pegasus.
Dopo essere uscito dalla nave, risentendo ancora gli effetti dell'incidente Chapman collassa. Vede poi avvicinarsi a lui alcuni piccoli umanoidi alti circa 15 centimetri. Una volta che il suo casco viene aperto egli è in grado di respirare, ma l'uomo si restringe alla stessa dimensione a causa dell'atmosfera dell'asteroide. L'astronauta viene condotto nel sottosuolo e processato per avere attaccato uno dei piccoli alieni.
Sesom, il vecchio e saggio governante di Rheton (il nome del planetoide roccioso su cui Chapman è atterrato), spiega che la sua navetta è stata portata in salvo sottoterra da d raggi traenti gravitazionali, ma che non erano stati in grado di fare altrettanto con le altre navi naufragate in precedenza, andate distrutte con i loro equipaggi impattando sulla superficie. Dichiara poi a Chapman che, come esito della sentenza, possiede ora i diritti di cittadino di Rheton, ma non potrà mai andarsene e che la sua nave è stata rispedita nello spazio mentre dormiva. Così verrà mantenuto il segreto dell'esistenza di Rheton e, cosa più importante, della tecnologia del controllo gravitazionale.
Al processo, il capitano Chapman vede due belle e giovani donne dalle quali è attratto: la bionda e viziata figlia di Sesom, Liara, e la muta e gentile mora Zetha. Sesom informa il terrestre che egli potrà scegliere più avanti una delle due donne per sposarla una volta abituatosi alla vita su Rheton. Liara, dopo avere seguito Chapman ed essergli stata costantemente appresso, dichiara il suo amore per lui, ma il capitano, ancora desideroso di tornare sul suo pianeta, la rifiuta. Herron, un giovane che è innamorato di Liara, tenta di averla per sé dicendo a Sesom che Chapman sta ingiustamente tentando di ottenere il favore di entrambe le donne. Affermando che egli ritiene che questo costituisce un crimine contro il popolo di Rheton, Herron richiede un duello all'ultimo sangue con Chapman. Il terrestre è d'accordo e i due si impegnano in una forma di combattimento in cui gli avversari devono tentare di spingersi su piastre di gravità che causano una disintegrazione immediata in caso di contatto. Proprio quando Chapman sta per spingere Herron su una piastra, egli lo lascia andare, affermando che egli non può uccidere qualcuno senza una buona ragione.
Col passare del tempo, Chapman e Zetha diventano più familiari e alla fine si innamorano. Una notte Herron si reca da Chapman e gli dice che può aiutarlo a fuggire. Ogni progetto per il futuro, tuttavia, viene interrotto quando il planetoide è ancora una volta attaccato dai Solariti, una razza aliena mostruosa di "persone di fuoco" provenienti da un non meglio identificato "satellitare solare" che vogliono distruggere Rheton con la loro nave da combattimento e rubare il suo segreto del controllo della gravità.
Con l'aiuto di Chapman, Sesom e Herron riescono a distruggere la flotta nemica con il loro fascio di gravità, ma un gigantesco Solarite alto ben 20 centimetri, prigioniero di un raid precedente, fugge quando la cortina gravitazionale che lo conteneva viene meno durante la battaglia e, inseguendola per i corridoi sotterranei, cattura Zetha, che aveva perso l'uso della parola durante l'infanzia proprio a causa del trauma dell'incontro con la specie strana e selvaggia. Sesom viene aggredito dal bizzarro mostro dagli occhi d'insetto, che finirà disintegrato su una delle piastre gravitazionali grazie all'intervento di Chapman.
Zetha, uscita finalmente dal suo mutismo, può parlare di nuovo, confessando subito al terrestre il suo amore. I due si baciano, ma vengono interrotti in quanto si scopre che una squadra di ricerca dalla Terra ha localizzato Chapman. Al fine di preservare il segreto del suo popolo adottivo, Chapman reindossa la propria tuta spaziale e, dopo essersi nuovamente esposto all'aria normale, riacquista le proprie dimensioni. Con riluttanza, il capitano si dirige verso la Terra con la squadra di ricerca, lasciandosi dietro Rheton e Zetha, cosciente del fatto che nessuno crederà mai alla sua storia; egli stesso potrebbe dubitarne, se non fosse per un piccolo gioiello che si ritrova in tasca, dono dell'amata Zetha.

## Produzione
La produzione fu quella di un film a basso costo. È il terzo e ultimo film da regista per William Marshall, un attore, che aveva girato in precedenza due film con Errol Flynn, Hello God e L'avventuriero di New Orleans. Suo figlio Mike Marshall (1944-2005) fece il suo debutto cinematografico con un piccolo ruolo ne Il pianeta fantasma.
I set per l'interno dell'astronave, le tute spaziali e gli effetti speciali spaziali erano apparsi in origine nella serie televisiva della CBS Men Into Space.
Lo sceneggiatore e coproduttore Fred Gebhardt aveva in precedenza prodotto e scritto 12 to the Moon, un film di fantascienza del 1960 della Columbia Pictures.
Il protagonista Dean Fredericks aveva appena finito di lavorare nella serie tv Steve Canyon, che fu cancellata dopo 34 episodi.
Il coprotagonista Francis X. Bushman era stato una delle maggiori star nell'epoca del primo cinema muto, per apparire dopo gli anni venti solo in pochissimi film.
Nel film ebbe il suo primo ruolo da attore Richard Kiel.

## Distribuzione
Il film fu distribuito negli Stati Uniti da American International Pictures, con biglietto accoppiato assieme a Space Men.
Il film è entrato nel pubblico dominio.
La pellicola è stata restaurata e colorizzata.

### Home video
Del film col montaggio originale de Il pianeta fantasma furono fatte numerose distribuzioni "da discount".
La versione MST3K del film fu distribuita in DVD da Rhino Home Video come parte della serie Collection, Volume 8.
La versione colorata del film venne distribuita da Legend Films.

## Critica
Warren e Thomas  (2009), nella loro analisi dei film di fantascienza statunitensi degli anni cinquanta dedicano varie pagine al film, giudicandolo tecnicamente superiore a molti film di serie B del periodo ma nel complesso poco riuscito, malgrado gli sforzi della produzione; in particolare giudicano il film noioso, privo di azione e incapace di sviluppare i temi della storia.
Fantafilm scrive che "nonostante l'idea di trasferire nella fantascienza i viaggi di Gulliver sia interessante, William Marshall realizza un film minore, che richiama le ben più ricche avventure di Flash Gordon."